# Ahorn AG

Ehemaliges Logo

Die Ahorn AG (ehemals Ahorn-Grieneisen AG, auch bekannt als Ahorn Gruppe) mit Sitz in Berlin ist ein Unternehmen in der Bestattungsbranche und leitet als Dachgesellschaft über 90 Marken und Unternehmen. Darüber hinaus kooperiert das Unternehmen mit über 200 Partnern, die deutschlandweit im Bestattungswesen und verwandten Bereichen tätig sind. Die Gruppe betreibt mit insgesamt über 300 Filialen die meisten im Bestattungswesen in Deutschland und beschäftigt rund 732 Vollzeitbeschäftigte. Zur Ahorn AG gehören unter anderem die Grieneisen Bestattungen Berlin, die Antea Bestattungen in Mitteldeutschland und die Trauerhilfe Denk in Bayern.
Seit Anfang 2024 ist die Ahorn Kultur GmbH Teil der Unternehmensgruppe. Das Unternehmen widmet sich verschiedenen Projekten, welche auf die Weiterentwicklung der Bestattungskultur in Deutschland abzielen.

## Geschichte

### Gründung und Prosperität im 19. Jahrhundert
Die Ahorn AG geht auf die 1830 in Berlin von dem Tischler Friedrich Julius Grieneisen gegründete Sargfabrik Julius Grieneisen zurück, gelegen in der Mauerstraße 57 in Alt-Berlin. Anfangs wurden nur Särge und Totenwäsche hergestellt. Nach dem Inkrafttreten der Preußischen Gewerbeordnung, in welcher das Amt des vom König berufenen Leichen-Commissarius, der bis dahin in den großen Städten die Organisation von Beerdigungen übernommen hatte, abgeschafft wurde, entstand ein freier und nicht konzessionspflichtiger Gewerbezweig, und Grieneisen begann 1869 mit der Organisation von Beerdigungen. Zu diesem Zweck wurden mehrere speziell angefertigte Pferdekutschen erworben.
Durch die steigende Bevölkerungszahl während der Gründerzeit in Berlin entwickelte sich das Unternehmen gut, sodass Grieneisen 1871 ein erstes Geschäft eröffnen konnte. Bald wurde eine zweite Filiale eingerichtet; neben dem Hauptgeschäft in der Schützenstraße 52 (Mitte) in der Schillstraße 12 (Tiergarten). 1885 starb Friedrich Julius Grieneisen und das Geschäft wurde von seinem Sohn Adolf und seinem Enkel Julius weitergeführt. In den folgenden Jahren erwarb sich das Bestattungsinstitut einen guten Ruf, sodass es zum Hoflieferanten des Kaiserhauses ernannt wurde. 1888, im sogenannten Dreikaiserjahr, wurden ihm die Beisetzungen von Kaiser Wilhelm I. am 9. März und von dem am 15. Juni verstorbenen Friedrich III. übertragen.

### Wechselnde Geschäftsleitungen und die Auswirkungen von Krieg und deutscher Teilung im 20.Jahrhundert
1902 übernahmen die Gebrüder Andreas und Johannes Bolle (Söhne des Meiereibesitzers und Kommerzienrats Carl Bolle) das Unternehmen und bauten es weiter aus.

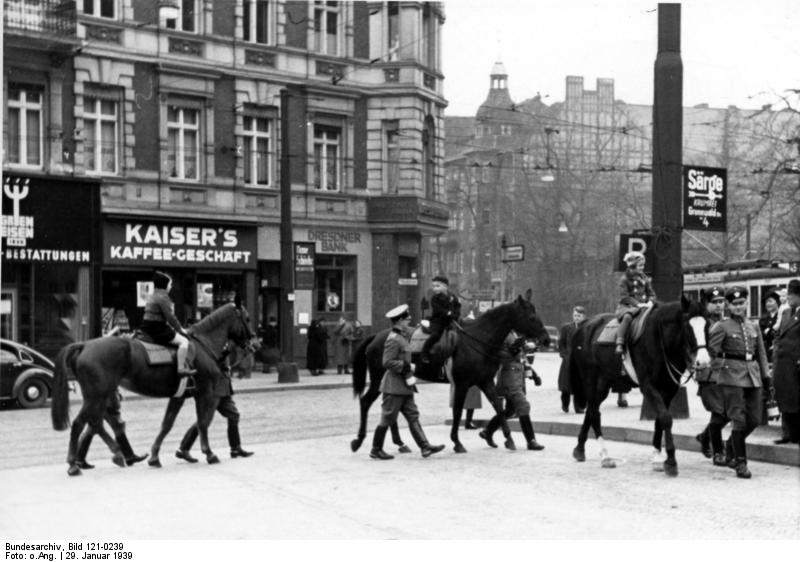
Eine Grieneisen-Filiale in Friedhofsnähe, 1939; vermutlich in Berlin-Schöneberg, Belziger Straße

Im Jahr 1907 betrieb das Bestattungsinstitut Julius Grieneisen in Berlin 12 Filialen und galt als das größte und renommierteste Institut in der Stadt. Im selben Jahr wurde die Unternehmenszentrale in die Potsdamer Straße verlegt. 1911 erfolgte die Einweihung einer neuen Fabrikationsstätte für Särge in der Belziger Straße in Berlin-Schöneberg. Die Fabrik mit neuzeitlichem Maschinenpark galt als modernste Produktionsstätte für Särge in Europa.
Daneben entstand auf dem Gelände die neue Unternehmenszentrale und die Verwaltung des Fuhrparks. 1914 erfolgte die Einführung von Automobilen zum Sargtransport, welche bis 1920 die Pferdekutschen im Fuhrpark verdrängten. Während der Zeit der Weimarer Republik baute das Unternehmen seinen Ruf als Bestatter von Prominenten weiter aus; so wurden unter anderem Walther Rathenau und die ehemalige Kaiserin Auguste Viktoria von Grieneisen beerdigt. Ab 1934 wurde das Bestattungsinstitut in ein modernes Dienstleistungsunternehmen umgebaut. Das Erscheinungsbild der Geschäftsstellen wurde nach den Entwürfen des Architekten Egon Eiermann gestaltet. Es erfolgte eine Angleichung der Fassaden mit dem neu entworfenen Grieneisen-Logo (dreiarmiger Leuchter mit Grieneisen Schriftzug und dem Gründungsjahr) sowie eine Neugestaltung der Inneneinrichtung. Außerdem wurde aktive Außenwerbung über Plakate betrieben und zusätzlich auch Werbung über das Radio verbreitet.
Nach dem Zweiten Weltkrieg waren ein Großteil der Verkaufsräume beschädigt oder befanden sich im Ostteil Berlins, sodass der Betrieb nur langsam wieder aufgenommen werden konnte. In den 1950er Jahren wurden alle nun 15 Filialen erneut in ihrem Erscheinungsbild verändert: so wurden unter anderem, mit Rücksicht auf die durch den Krieg traumatisierte Bevölkerung, die Ausstellungssärge aus den Schaufenstern verbannt. 1959 erfolgte die Einführung von speziellen Särgen für Flugzeugüberführungen, welche wiederum von Egon Eiermann entwickelt worden waren. 1960 wurde das Unternehmen, welches nun in 16 Filialen 150 Mitarbeiter beschäftigte, von der Global Handels- und Verwaltungs-GmbH übernommen, die zur IDEAL Versicherungs-Gruppe gehörte. Die IDEAL war bereits seit 1925 mit der gemeinnützigen Bestattungsgesellschaft mbH (GBG mbH) verbunden und somit bereits in der Bestattungsbranche tätig. In der Folgezeit arbeiteten Grieneisen und die GBG mbH eng zusammen. Ab 1978 wurde das Unternehmen auch in Bayern tätig; 1978 wurde die erste Filiale in München eröffnet, 1983 in Augsburg.

### Grieneisen ab 1990 und Fusionen
Nach der Wiedervereinigung 1990 wurde das Unternehmen, das in diesem Jahr 25 Filialen in West-Berlin betrieb, auch in Ost-Berlin tätig. Die dort gelegenen ehemaligen Zweigstellen wurden zurückgekauft oder rückübertragen. 1991 war Grieneisen an der Überführung der Särge der Preußenkönige nach Sanssouci beteiligt, ein Jahr später setzte das Unternehmen Marlene Dietrich bei.
Zum 1. Januar 1998 fusionierten die GBG/Grieneisen-Gruppe und die Münchener Unternehmensgruppe Ahorn zur Ahorn-Grieneisen AG mit Sitz in Berlin. Das neue Unternehmen verfügte über 168 Filialen in 76 Städten Deutschlands und wurde zum Marktführer der Bestattungsbranche in Deutschland. Im Herbst 2003 wurde zusätzlich noch die Münchener Trauerhilfe Denk GmbH in Süddeutschland übernommen; die IDEAL Versicherungsgruppe wurde Alleineigentümer der Ahorn-Grieneisen AG.
Am 16. Januar 2004 wurde die neue Zentrale des Unternehmens in Berlin-Charlottenburg in Betrieb genommen – das erste sogenannte Haus der Begegnung. Weitere Häuser der Begegnung wurden in Kiel, Elmshorn, Leipzig und Hannover errichtet. Hier entstanden multifunktionale Kommunikations- und Begegnungsstätten, die durch die offene und helle Gestaltung einen angemessenen Umgang mit den Themen Tod, Trauer und Sterben ermöglichen sollten.
Im April 2005 gab die IDEAL bekannt, dass sie 45 % an der Ahorn-Grieneisen AG bis 2007 an die Börse bringen wolle. Die Erlöse seien für den Aufbau von Pflegeheimen vorgesehen. Anfang 2008 gab das Unternehmen jedoch bekannt, dass die Börseneinführung aufgrund des schwierigen Marktumfeldes auf unbestimmte Zeit zurückgestellt werde.
Ende 2007 wurde außerdem eine Umfirmierung durchgeführt, wobei aus der Ahorn-Grieneisen AG zum einen die Ahorn AG wurde, außerdem Grieneisen und GBG zur neuen Grieneisen GBG Bestattungen GmbH zusammengeschlossen wurden.
Die im Jahr 2002 gegründete Tochtergesellschaft Horizont – lebensbegleitende Dienste GmbH wurde im Dezember 2009 als Abteilung Horizont unter der Ahorn AG eingegliedert. Diese Abteilung beschäftigt sich ausschließlich mit der Organisation von Überführungen aus dem Ausland und Rückführungen in das Heimat- oder Wunschland des Verstorbenen. Als Partner eines großen und weltweit tätigen Assistancedienstleisters führt das Unternehmen ca. 500 Überführungen im Jahr durch.
Um auf die unterschiedlichen Bedürfnisse religiöser Natur einzugehen, gründete die Ahorn AG im Jahr 1994 die Abteilung IkinciBahar (türkisch: zweiter Frühling, zweite Lebenshälfte) und im Jahr 2004 die Abteilung Tod und Glaube. Diese Abteilungen kümmern sich um die speziellen kulturellen Bedürfnisse, Rituale und die eigene Auseinandersetzung mit Tod, Trauer und Bestattung der Weltreligionen (Judentum, Hinduismus, Buddhismus, Islam und Christentum). Da der Bedarf an multikulturellen Beisetzungen stetig ansteigt, wurde im Januar 2011 eine eigene Gesellschaft gegründet.
Zum 180-jährigen Jubiläum startete das Unternehmen eine Aktion gegen den Trend zur anonymen Bestattung und Beisetzung ohne Abschieds- oder Trauerfeier mit einer Radiokampagne, die auf mehreren Berliner Sendern zu hören war. Dazu wurde die Grieneisen Andachtsmelodie komponiert.
Im September 2022 brachte die Ahorn AG zusammen mit dem Wirtschaftsmagazin Brand eins den sogenannten Sterbereport heraus. Hierbei handelt es sich um einen Branchenreport für den Bestattungsbereich, der neben Kennzahlen aus dem Bestattungsgewerbe auch Informationen zur Trauerarbeit sowie dem Umgang mit dem digitalen Erbe von Verstorbenen beinhaltet.
Im Dezember 2023 übernahm die Ahorn AG die Luhmann-Gruppe, welche ebenfalls in der Bestattung tätig ist. Im Jahr 2024 wurde die Ahorn Kultur GmbH gegründet, die sich der Entwicklung zeitgemäßer Bestattungsangebote widmet. Über diese wurde die Ahorn AG Träger der Messe Leben und Tod, eine Veranstaltung für Pflege, Palliative Care, Hospiz, Trauerbegleitung, Seelsorge und Bestattungskultur.

## Konzernstruktur
Die Ahorn AG ist ein Tochterunternehmen der IDEAL Beteiligungen GmbH, einem Unternehmen der IDEAL-Gruppe. Im Geschäftsjahr 2023 erzielte die Ahorn AG einen Umsatz von knapp 94 Millionen Euro und beschäftigte durchschnittlich 732 Vollzeitbeschäftigte. Geschäftsführer sind Olaf Dilge und Tobias Zimmermann.
Der Konzern verfügt deutschlandweit über 300 Filialen, der Großteil davon befindet sich in Bayern, Berlin und Mitteldeutschland. Jährlich betreut das Unternehmen um die 30.000 Bestattungen, davon rund 500 internationale Bestattungen. Zu den Marken der Ahorn AG gehören unter anderem die Grieneisen Bestattungen und Antea Bestattungen, welche zur Grieneisen GBG Bestattungen GmbH gehören sowie die Marke Trauerhilfe Denk, die Teil der Bestattungsinstitut Denk Trauerhilfe GmbH ist.

### Geschäftstätigkeit
Die Ahorn AG ist in der Branche der Bestattungsdienstleistungen tätig und bietet damit verbundene Dienste an. Dies umfasst verschiedene Bestattungsarten wie Erd-, Feuer- und Seebestattungen sowie begleitende Unterstützungsleistungen wie automatisierte Abmeldedienste, Trauerdruck, nationale und internationale Überführungen, Grabpflege und Friedhofsverwaltung. Darüber hinaus bietet die Ahorn AG verschiedene Möglichkeiten für die Bestattungsvorsorge an, einschließlich finanzieller Absicherungsoptionen.

## Grieneisen und Ahorn AG in den Medien
Die Produktionsfirma Herbstfilm drehte 2011 den Film Endlich – vom Leben mit den Toten mit Unterstützung der Ahorn AG. In Erich Kästners Emil und die Detektive wird Grieneisen als Beerdigungsinstitut genannt. Weiterhin wurden einige Szenen mit dem Schauspieler Winfried Glatzeder aus der Vox-Dokumentation Das letzte Mysterium – Begegnung mit dem Tod im Sarglager der Ahorn AG gedreht. Die zweite Folge der Dokumentations- und Unterhaltungsserie (Sido) in the Box wurde in Zusammenarbeit mit Grieneisen und zum Teil ebenfalls in den Räumlichkeiten der Ahorn AG gedreht.
Die Ahorn AG verfügt außerdem über eine Medienpräsenz auf der Plattform TikTok, auf welcher sie den Kanal Der Tod und Wir betreibt. Dieser Kanal wird auch im Buch Auffällig gut: Social Media endlich aktiv und erfolgreich nutzen von Aaron Brückner behandelt.

## Kritik
Kritik zur Ahorn AG gab es wiederholt bezüglich der angebotenen Versicherungen; 2004 attestierte die Stiftung Warentest der damaligen Ahorn-Grieneisen zudem eine mangelhafte Kostentransparenz.
Im Februar 2007 wurde in einem Fernsehbeitrag des RBB berichtet, dass sich Kunden, die bei der IDEAL Versicherungsgruppe eine Sterbegeldversicherung abschließen, automatisch an einen Bestattungsvertrag bei der Ahorn-Grieneisen AG binden würden, ohne über diese Tatsache aufgeklärt worden zu sein. Journalisten stellten fest, dass es eine Anweisung gab, Verstorbene in teuren Särgen zu überführen. Entschieden sich die Angehörigen für einen günstigeren Sarg, werde eine Umbettungsgebühr erhoben. Die Ahorn AG bestritt dies und sagte aus, dass bei der Überführung ein Sargmodell der unteren Preisklasse genutzt werde, sofern Kunden keine spezifischen Wünsche äußerten.
Weiterhin wurde 2007 kritisiert, dass die damalige Ahorn-Grieneisen Exklusivverträge mit Pflegeheimen abgeschlossen, und dadurch den freien Wettbewerb in den Heimen unterbunden habe. Außerdem sollen persönliche Daten der Heimbewohner von den Pflegeheimen an Ahorn-Grieneisen für Akquisezwecke weitergegeben worden sein. Das Unternehmen wies diese Vorwürfe zurück. Die Verträge mit den Heimen beinhalteten auch die Schulung von Pflegepersonal und Angebote wie eine Sterbefall-Hotline. Das ZDF-Magazin WISO griff die Problematik der an einen Bestattungsvertrag gekoppelten Sterbegeldversicherung und der Exklusivverträge zwischen Ahorn-Grieneisen und Altersheimen im Juni 2007 erneut auf.
Die Süddeutsche Zeitung berichtete 2010 über die Kritik am Ruhestätten-Schutzbrief, einer Versicherung für Vandalismus und Naturereignisse der IDEAL-Gruppe, welche über die Unternehmen der Ahorn AG vertrieben wurden.